# Vieux Pont de Château-Gontier
Le Vieux Pont est un pont en maçonnerie construit en 1872, franchissant la Mayenne à Château-Gontier, en France, sur l'ancien tracé de la RN162 (Angers-Caen), actuelle D28.

## Historique
Le pont de Château-Gontier est connu par des chartes datant de 1080-1096. Il est composé de piles en maçonnerie et d'un tablier en bois. Son entretien était à la charge des frères de l'Aumônerie de Saint-Julien qui percevaient des droits de péage. Il était situé dans l'axe de la Grande-Rue et permettait de mettre en communication la ville avec le faubourg d'Azé.

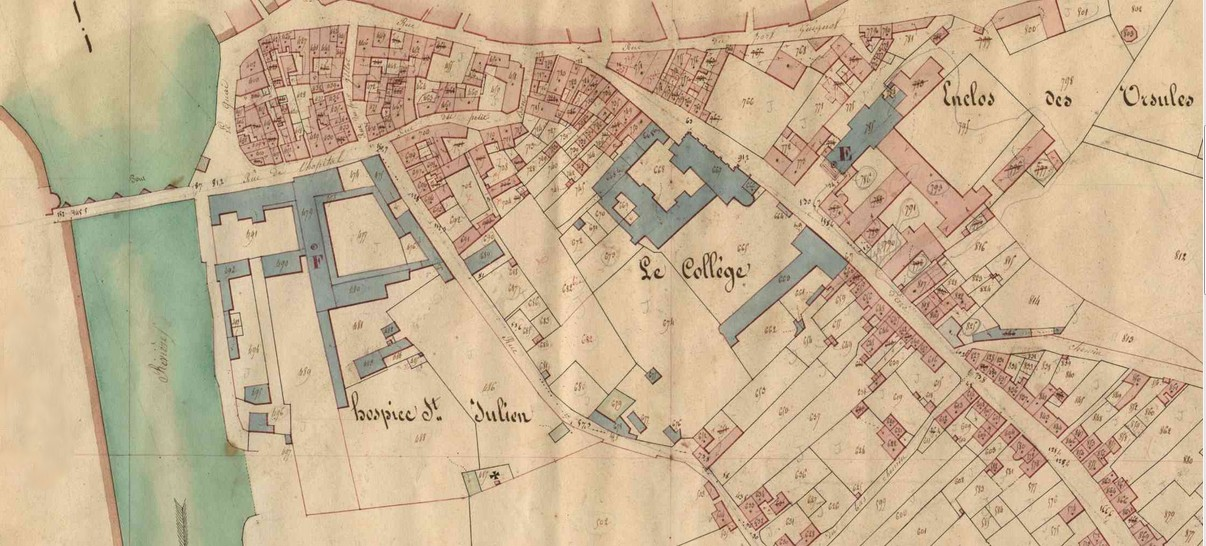
Le pont et l'hospice Saint-Julien sur le plan cadastral de 1804

Il est rompu  par une crue le 27 novembre 1436, et remplacé provisoirement par un bac. Il n'est rétabli qu'à la fin du XVe siècle d'après l'abbé Angot. Le pont était composé de deux parties : un pont dormant de trois arches entre le faubourg d’Azé et un îlot, la seconde partie entre l’îlot et la ville avait deux arches dont une était munie d'un pont-levis.
En juin 1592, le maréchal de Boisdauphin et Louis de Champagné  tenant Château-Gontier pour la Ligue mettent en défense la ville. Ils font raser les faubourgs de Tréhu et d’Olivet, l’église, le monastère et l’hôpital des Cordelières de Saint-Julien, l’église du Matray, la maladrerie des Trois-Maries et couper une arche du pont sur la Mayenne. 
En 1616, la travée devant la porte de Tréhue est comblée. 
En janvier 1651, le pont très délabré est emporté par une crue. Pour assurer sa restauration, les habitants votent l'installation d'un péage. L'architecte Deschamp est chargé de la restauration du pont.
Un dessin réalisé par l'ingénieur Nicolas Poictevin (ca 1640-1719) vers 1676 et se trouvant dans un album de 69 lavis devant être présenté à Colbert en 1683 et se trouvant dans la bibliothèque de Saumur (ms.21) montre un pont en pierre, à dos d'âne, formé de cinq arches légèrement outrepassées et donnant accès, côté ville, à une porte fortifiée encadrée par deux tours. Certaines délibérations des habitants semblent montrer qu'une partie du pont devait être en bois. En 1628, on note que les arches tombent en ruines. Le pont est encore rompu par les crues de janvier 1651 et pendant l'hiver 1676-1677. Poitevin indique que Colbert la fait rétablir après l'incident de 1676 «en meilleur estat qu'il n'avait jamais esté».
Réparation d'une arche près de l'hôpital Saint-Julien en 1692 et du pont-levis de la porte des ponts en 1694.
En 1763 on doit refaire les deux arches du côté de l'hôpital. Il faut faire de nouvelles réparations en 1788.
Le conducteur des Ponts et Chaussées Béquet dessine en 1841 une construction aux dispositions proches de celles du XVIIe siècle, mais dont les becs ont été raccourcis et dont le tablier est bordé d'un garde-corps apparemment en bois. 
L'ingénieur ordinaire des ponts et chaussées Pinsonnière a dressé les plans d'un nouveau pont à trois arches en granit. Il est prévu à quelques mètres en amont de l'ancien, face au nouvel axe de traversée de la ville sur la rive gauche (actuelle rue Thiers). Il est approuvé par le directeur général des ponts et chaussées en août 1835. Les travaux sont confiés à l'entrepreneur lavallois Pierre-Aimé Renous. Ils débutent en juillet 1836 et sont achevés en 1840. L'ouvrage se composait de trois arches en arc de cercle de 15 m d'ouverture et de 2,06 m de flèche, supportées par deux piles de 2 m de largeur  et de deux culées de 6,50 m d'épaisseur faisant chacune saillie de 4 m sur les murs de quai. L'ancien pont est démoli en 1841.
Le 17 janvier 1871, l'autorité militaire a détruit dans un but stratégique le nouveau pont. Les militaires n'ont laissés que les culées et les fondations des piles.C'était alors le seul pont permettant le franchissement de la Mayenne sur 50 km aussi l'autorité militaire a demandé le 31 janvier 1871 d'établir un pont de bateaux provisoire pour faciliter les reconnaissances sur la rive droite.

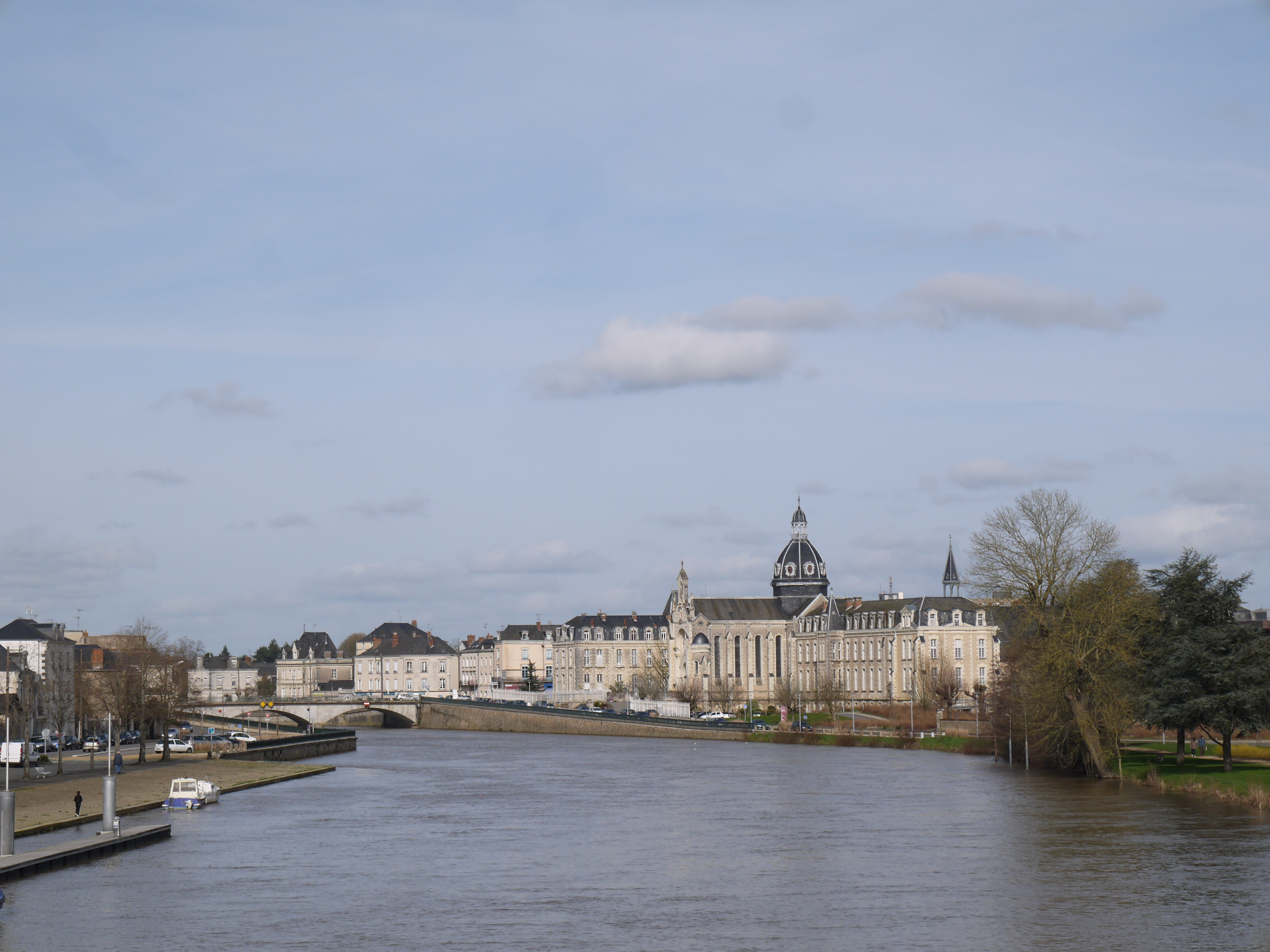
Le pont et l'hospice Saint-Julien vus depuis le pont de l'Europe

Il est reconstruit selon un parti semblable par l'ingénieur ordinaire Jules Legras sous la direction de l'ingénieur en chef Marchal. Une décision du 19 juin 1871 a prescrit de supprimer les saillies des culées pour ne pas gêner la navigation et de reconstruire les piles avec leurs dimensions primitives et les voûtes avec leur ancien rayon d'intrados. Il en résulte que le débouché a été augmenté de 8 m, que les fondations des piles ont été rapprochées des rives de 1,33 m, et de 4 m pour les culées. Les piles et les arches sont surélevées de quelques mètres. La construction est menée par les entrepreneurs blésois François Demange et François Massoteau, choisis lors de l'adjudication du 14 juin 1871. Les fondations des nouvelles piles pouvant être aussi en appui sur les massifs des anciennes piles il a été décidé de les détruire pour éviter les risques de tassements différentiels. Les travaux de construction ont commencé le 10 juillet 1871 et le pont est livré à la circulation le 16 novembre 1872. Le coût total de la construction du pont a été de 175 000 francs.
Il est de nouveau détruit par les bombardements de 1944, puis reconstruit pratiquement à l'identique, sauf le tablier et le garde-corps.

## Description
- Longueur entre les culées : 57 m
- Ouverture des arches : 17,67 m
- Largeur entre les têtes des piles : 11 m
- Épaisseur des piles : 2 m